# Làpites

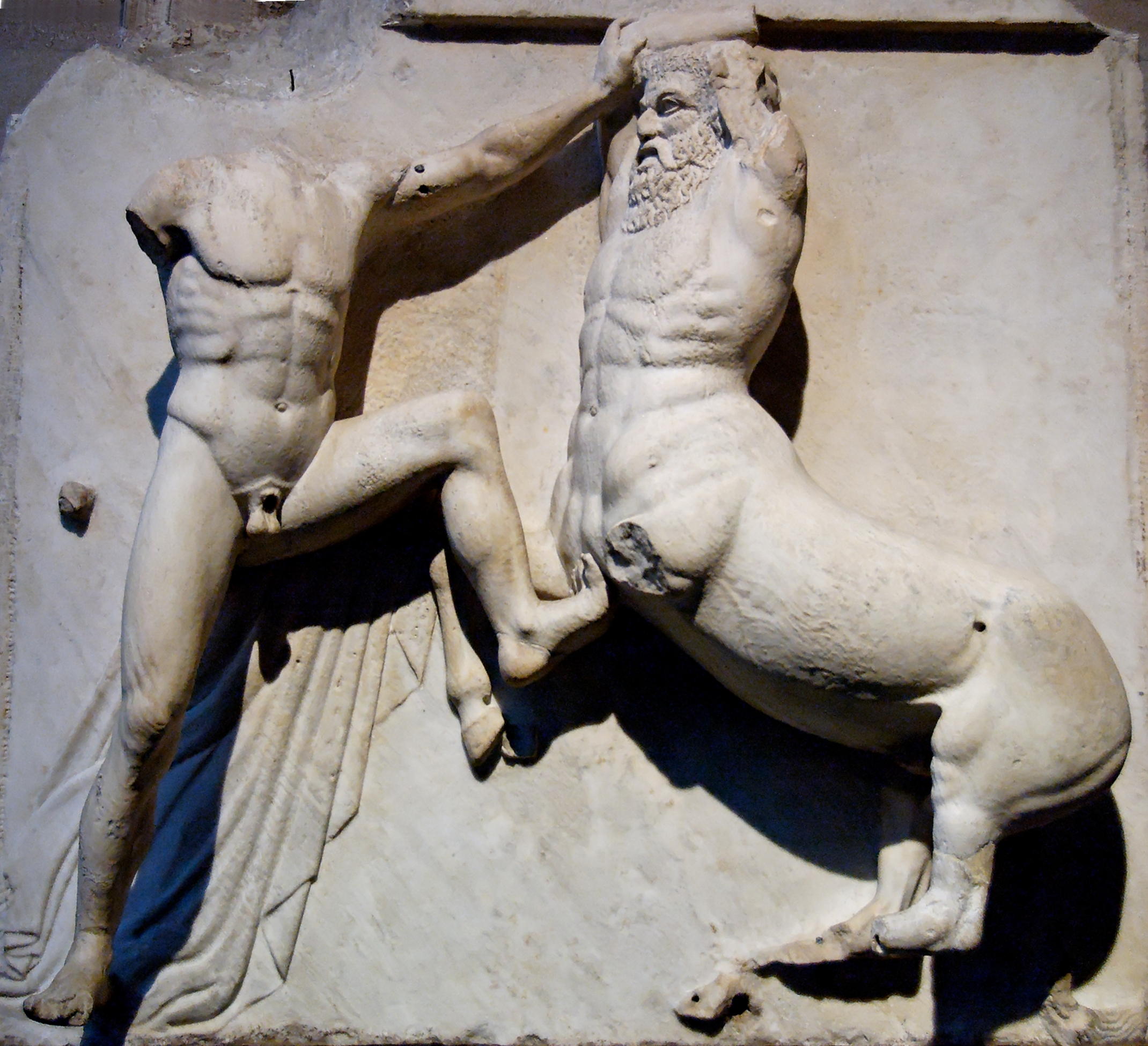
Làpita lluitant contra un centaure: una metopa del Partenó

Segons la mitologia grega, els làpites (grec antic: Λαπίθαι, llatí: Lapithae) foren un poble de Tessàlia que vivien, en origen, a les serralades del Pindos, del Pèlion i de l'Ossa, d'on havien expulsat els pelasgs, que n'eren els primers pobladors. També havien habitat Òlenos, Elis, Rodes i Cnidos. Com els mirmídons i d'altres tribus tessàliques, els làpites eren d'orígens prehel·lènic.
Els làpites, o potser només la família més destacada d'ells, són considerats descendents del déu-riu tessali Peneu i de la nimfa Creüsa. Entre altres fills, Peneu i Creüsa havien tingut una filla, Estilbe, la qual havia tingut un fill amb Apol·lo, Làpites, epònim dels làpites, i Centaure, també epònim dels centaures. Entre els membres més destacats del poble hi figuren Flègias, Ceneu, Ixíon, o Pirítous.
Els làpites intervenen en diverses llegendes, la més coneguda de les quals explica la lluita que van mantenir contra els centaures. Hèracles també va lluitar contra ells, a favor d'Egimi, enemic dels làpites. Els mitògrafs anomenen diversos làpites entre els caçadors del senglar de Calidó i entre els argonautes.